# Celleporina siphuncula
Celleporina siphuncula är en mossdjursart som beskrevs av Hayward och Harold Hall McKinney 2002. Celleporina siphuncula ingår i släktet Celleporina och familjen Celleporidae. Inga underarter finns listade i Catalogue of Life.